# ونس پالمر
ونس پالمر (انگلیسی: Vance Palmer) ; (زاده: ۲۸ اوت ۱۸۸۵ -درگذشته: ۱۵ ژوئیه ۱۹۵۹)، ادوارد ویویان پالمر نویسنده، زندگی‌نامه‌نویس، و شاعر اهل استرالیا بود.
وی همچنین برندهٔ جوایزی همچون جایزه مایلز فرانکلین شده‌است.

## زندگی‌نامه
ونس پالمر در ۲۸ اوت ۱۸۸۵ در بوندابرگ به دنیا آمد و در مدرسه ایپسویچ گرامر تحصیل کرد. او در کویینزلند برای تحصیلات عالی به دانشگاه نرفت، اما برای نویسندگی در زمینه استرالیای معاصر وارد مرکز فکری در دانشکده هنر بریزبین شد، به دنبال اولین اثر خود ای‌جی استیون. به کار در مشاغل مختلف پرداخت، سپس شغل مربی خصوصی در ایستگاه پرورش احشام در ۸۰۰ کیلومتری غرب بریزبین پیدا کرد. او همچنین به عنوان مدیر در این محل خدمت کرد، در آن زمان جمعیت بومی زیادی با او کار کرده و با وی جشن می‌گرفتند و در اغلب مناسبتها با او بودند. اینجا بود که عشق او به زمین و آگاهی‌اش از محیط بیشتر شد، بنابراین او به روابط بین سفید و سیاه علاقه زیادی پیدا کرد. از نخستین سال‌های عمرش تصمیم گرفته بود نویسنده شود، او در سال ۱۹۰۵ و دوباره در سال ۱۹۱۰ به لندن رفت، سپس به مرکز جهانی فرهنگی استرالیا رفت تا به فراگیری بیشتر پرداخته و چشم‌اندازش را وسیعتر کند. او به عنوان کارشناس امور خارجه در مکزیک و ایرلند خدمت کرد.
پالمر با جنت نتی در سال ۱۹۰۹ با همسر آینده‌اش ملاقات کرد، و در سال ۱۹۱۴ در لندن با او ازدواج کرد. هنگام جنگ جهانی اول، آن‌ها به استرالیا بازگشتند و در ملبورن مستقر شدند، جایی که دختران آن‌ها آیلین پالمر و هلن پالمر در سال ۱۹۱۵ و ۱۹۱۷ به دنیا آمدند. در ۱۹۱۸ او به ارتش استرالیا پیوست اما جنگ قبل از اینکه بتواند خدمت کند به پایان رسید.